# トロともりもり
『トロともりもり』は、2009年7月23日にソニー・コンピュータエンタテインメントが発売したPlayStation 3用ゲームソフト。『どこでもいっしょ』シリーズ誕生10周年記念作品。

## 概要
『どこでもいっしょ』シリーズとしては初となるパーティーゲームとなっており、そのベースとして、PlayStation Networkで配信されている『まいにちいっしょ』のミニゲームである「コスプレゲーム」を収録している。『どこでもいっしょ』シリーズ最後のソフトとなった。

### ストーリーモード
本作のメインとなるモードで、第1作『どこでもいっしょ』のラストシーン後から展開されるストーリーを描く。
トロが人間になるため、クロと一緒に旅をし、その先々で「ありがとう」の「おもいで」を増やしていく。ストーリーに沿ったミニゲームを攻略することで「おもいで」が増え、新たなストーリーが展開するという形式となっており、旅の過程で他の主要キャラクター達との出会いも描かれる。

#### あらすじ
人間になるため、世話になった人の元から旅立ったトロは、ネコを人間にしてくれるという「三日月の傷を持ったネコ」に会いに行くことにした。しかしたどり着いた先にはそのネコはおらず、そこにいたのはノラネコのクロだった。クロは三日月傷のネコから預かった「おもいで帳」をトロに渡し、「「おもいで帳」を「ありがとう」で一杯にすると何でも夢が叶う」と告げる。こうしてトロは「おもいで帳」を一杯にすべく、クロと共に「おもいで」を増やす旅を始めた。

### ゲームモード
もう一つのメインモードで、全34種類のゲームがプレイできる。序盤では選べるゲームは少ないが、ストーリーモードを進めることでプレイ可能なゲームが増えるようになっている。
前述の通り、『まいにちいっしょ』からの再録となるが、ゲームの操作方法やシステムなどに調整が加えられており、中には大幅に変更がなされた物もある。また、パーティゲームとして楽しめるように、対戦プレイや協力プレイが可能になったゲームもある。ゲームの中にはネットワークを通じてランキングを競うことができる物もある。

### おまけ
シリーズ10周年記念のファンディスクという要素を兼ねているため、以下のコンテンツが収録されている。また、PSP用アプリケーションはコピーフリーが宣言され、本作を所持していないPSPユーザにも自由に配布することが許可されている。
ギャラリー
『どこでもいっしょ』シリーズ全作品の足跡をたどることが可能になっており、ボツ案を含む設定資料、イラスト、楽曲などを収録。
どこでもいっしょ時計
PlayStation Portable専用アプリケーションで、『どこでもいっしょ』ならびに『こねこもいっしょ』のPocketStation上のドット絵を再現した時計アプリケーション。
まいにちいっしょ体験版
PS3版とPSP版の両方が収録されている。利用可能なのはトロ・ステーションの視聴のみ。PS3版では第561回「How to まいにちいっしょ」第351回「インド風に計算しよう」第393回「この音 聴こえる？」第738回「トロのむかしばなし その1」が、PSP版では第707回「5分でわかるトロ・ステーション」第738回「トロのむかしばなし その1」第739回「トロのむかしばなし その2」が収録されている。

## 主要キャラクター
基本設定はどこでもいっしょ#主要キャラクター及びまいにちいっしょ#主要キャラクターを、トロとクロについては井上トロ、クロ (どこでもいっしょ)をそれぞれ参照。
トロ
人間になるためにクロからもらった「おもいで帳」を貯めるべく、困っている人たちを助ける旅をする。
クロ
「三日月キズのネコ」から「おもいで帳」をもらったものの、三日で飽きたのでトロに譲る。ヒマなのでトロの旅に付き合うことにした。
リッキー
世界最強を目指し修行中。ある力士を打ち負かし、自信を失わせたところにトロが現れリッキーへのリベンジを果たさせるべく一肌脱ぐ。
ジュン
失恋直後で次の恋を探す旅に出ようとするが、旅費がない状態であった。目の前には賞金が出るというゲームの大会が告知されているものの、パートナーが必要だという。そこにトロが現れ、大会に誘う。
スズキ
スズキが設計をしたレーシングカーがレース中に事故を起こしてしまう。事故の責任は自分の設計ミスにあり、レーサーに会わせる顔がないと責任を感じている所にトロが現れ…。
ピエール
「乙女の味方」を自称し、盆踊りを踊りたがっている女幽霊のためにトロの身体を使わせて…。
テレビさん
ある電器店で98万円で売られていたが、なかなか売れず徐々に値下げされとうとう980円に。トロのおこづかいでもどうにか買えるようになったのでトロがオーナーとなる。その人工知能が謎の組織から狙われているらしいが、夢オチであるため真相は不明。

## コラボレーション企画
- 本作の発売にあたり、同日に発売された『塊魂TRIBUTE』（バンダイナムコゲームス）と共同プロモーションを「電撃PlayStation」（アスキー・メディアワークス）誌上で行った。
- 発売記念として7月の1か月間、江ノ島電鉄とのタイアップで特別列車「江ノ電トロ号」の運行を行った。また7月25日にはトロが1日駅長となる。